# Jung Sang-hoon
Jung Sang-hoon (nacido el 9 de septiembre de 1976) es un actor de Corea del Sur.

## Carrera
Es conocido por ser miembro del elenco del programa de televisión Saturday Night Live Korea.
En enero de 2021 se anunció que se encontraba en pláticas para unirse al elenco principal de la película Decibel, de aceptar podría dar vida a Oh Dae-oh, un apasionado reportero.

## Filmografía

### Cine
| Año  | Título                             | Papel                  | Notas           | Ref.  |
| ---- | ---------------------------------- | ---------------------- | --------------- | ----- |
| 2001 | Volcano High                       | Golbangi               |                 |       |
| 2003 | Please Teach Me English            | Hermano de Young-joo   |                 |       |
| 2004 | Mokpo The Harbour                  |                        |                 |       |
| 2007 | The Evil Twin                      | Hombre del pueblo choi |                 |       |
| 2011 | Sunday Punch                       | In-sik                 |                 |       |
| 2016 | The Last Princess                  | Bok-dong               |                 |       |
| 2016 | Roman Holiday                      | Doo-man                |                 |       |
| 2018 | Heung-boo: The Revolutionist       | Kim Sat-gat            |                 |       |
| 2018 | Gate                               | Min-wook               |                 |       |
| 2019 | Shall We Do It Again (Love, Again) | Myung-tae              |                 |       |
| 2022 | Decibel                            | Oh Dae-oh              |                 | [ 2 ] |
| 2023 | La Sirenita                        | Sebastian              | Doblaje coreano | [ 3 ] |

### Series de televisión
| Año  | Título                                      | Papel                   | Cadena    | Notas     | Ref.          |
| ---- | ------------------------------------------- | ----------------------- | --------- | --------- | ------------- |
| 2005 | Green Rose                                  | Kim Dong-wook           | SBS       |           |               |
| 2006 | Hwang Jin-yi                                | Sang-soo                | KBS2      |           |               |
| 2007 | "Blue Fish"                                 |                         | SBS       |           | [ 4 ]         |
| 2015 | Love on a Rooftop                           | Sung-nam                | KBS2      | Cameo     |               |
| 2015 | Enamoramiento de alta gama                  | Jong-hyeon              | NAVER TV  | Serie web |               |
| 2016 | Romance de la suerte                        | Han Ryang-ha            | MBC       |           |               |
| 2016 | Celos encarnados                            | Choi Dong-Gi            | SBS       |           |               |
| 2017 | The Lady in Dignity                         | Ahn Jae-suk             | JTBC      |           |               |
| 2018 | My Contracted Husband, Mr. Oh               | Eric Jo                 | MBC       |           |               |
| 2018 | The Miracle We Met                          | Drama PD                | KBS2      | Cameo     |               |
| 2018 | Big Forest                                  | Jung Sang-hoon          | tvN       |           | [ 5 ]         |
| 2019 | Legal High                                  | Yoo Sang-goo            | JTBC      |           | [ 6 ]         |
| 2019 | Love Affairs In The Afternoon               | Ji Chang Gook           | CHANNEL A |           | [ 7 ]         |
| 2020 | Team Bulldog: Off-Duty Investigation        | Lee Ban Seok            | OCN       |           |               |
| 2020 | Está bien no estar bien                     | Recepcionista del motel | tvN       | Cameo     |               |
| 2020 | Birthcare Center                            | Chamán                  | tvN       | Cameo     |               |
| 2020 | If You Cheat, You Die                       | Son Jin-ho              | KBS2      |           | [ 8 ]         |
| 2022 | Again My Life                               | Lee Min-soo             | SBS       |           |               |
| 2022 | Becoming Witch                              | Lee Nak-goo             | TV Chosun |           | [ 9 ]         |
| 2022 | The Police Station Next to the Fire Station | -                       | SBS       |           |               |
| 2023 | Echándote de menos                          | Bae Min-gyu             | ENA       |           | [ 10 ]        |
| 2023 | Twinkling Watermelon                        | Maestro de Lavida Music | tvN       |           | [ 11 ]        |
| 2025 | Salon de Holmes                             | Park Seung-ho           | ENA       |           | [ 12 ] [ 13 ] |

### Espectáculos de variedades
| Año           | Título                    | Cadena | Notas                |
| ------------- | ------------------------- | ------ | -------------------- |
| 2013-presente | Saturday Night Live Korea | tvN    | Miembro del elenco   |
| 2015          | Youth Over Flowers        | tvN    | Segmento de Islandia |
| 2017          | Island Trio               | tvN    |                      |

### Musicales
| Año  | Título          | Personaje | Notas                                                                     |
| ---- | --------------- | --------- | ------------------------------------------------------------------------- |
| 2011 | Falling for Eve | -         | junto a Bong Tae-gyu, Hong Hee-won, Lee Dong-ha, Lee Jung-mi y Lee Bo-ram |

## Premios y nominaciones
| Año  | Premio                    | Categoría                                       | Obra                          | Resultado |
| ---- | ------------------------- | ----------------------------------------------- | ----------------------------- | --------- |
| 2016 | Premios tvN10             | Made in tvN, Actor in Variety                   | SNL Korea                     | Nominado  |
| 2016 | Premios tvN10             | PD's Choice Award, Variety                      | SNL Korea                     | Ganador   |
| 2016 | 24th SBS Drama Awards     | Special Award, Actor in a Romantic-Comedy Drama | Don't Dare to Dream           | Nominado  |
| 2017 | 1st The Seoul Awards      | Best Supporting Actor (Television)              | Celos encarnados              | Ganador   |
| 2018 | 54.º Baeksang Arts Awards | Best Supporting Actor (Television)              | Celos encarnados              | Nominado  |
| 2018 | 11th Korea Drama Awards   | Popular Character Award – Male                  | My Contracted Husband, Mr. Oh | Ganador   |
| 2018 | MBC Drama Awards          | Excellence Award, Actor in a Weekend Drama      | My Contracted Husband, Mr. Oh | Ganador   |
| 2020 | 34th KBS Drama Awards     | Best Supporting Actor                           | If You Cheat, You Die         | Nominado  |